# El Baúl
El Baúl – miasto w Wenezueli, w stanie Cojedes, siedziba gminy Girardot.
Według danych szacunkowych na rok 2011 liczyło 7 066 mieszkańców..